# Irati (Santa Catarina)
Pour les articles homonymes, voir Irati.
Irati est une ville brésilienne située dans la mésorégion Ouest de Santa Catarina, dans l'État de Santa Catarina.

## Généralités
Le mélange des divers peuples caractérise la population de la ville, d'origine indigène, italienne, polonaise et allemande. Le nom de la ville signifie « miel en quantité » en langue tupi-guarani.

## Géographie
Elle se situe par une latitude de 26° 39′ 23″ sud et par une longitude de 52° 53′ 32″ ouest, à une altitude de 438 mètres. Sa population était de 2 096 habitants au recensement de 2010. La municipalité s'étend sur 70 km2.
Elle fait partie de la microrégion de Chapecó, dans la mésorégion Ouest de Santa Catarina.

## Villes voisines
Irati est voisine des municipalités (municípios) suivantes :
- Formosa do Sul
- Jardinópolis
- Saltinho
- São Lourenço do Oeste
- Sul Brasil